# Maria Wine

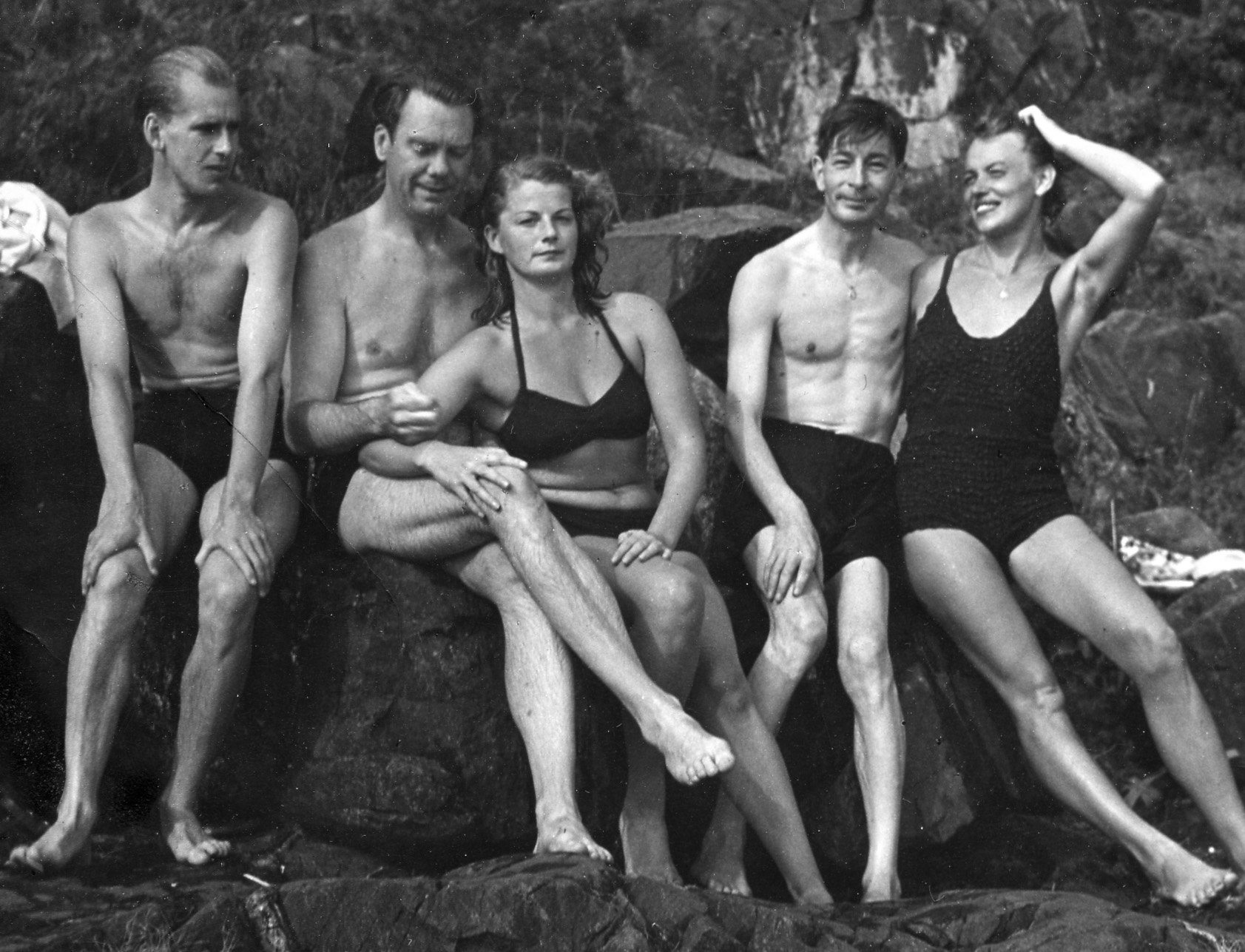
Artur Lundkvist och Maria Wine (nr två och tre från vänster) 1947.

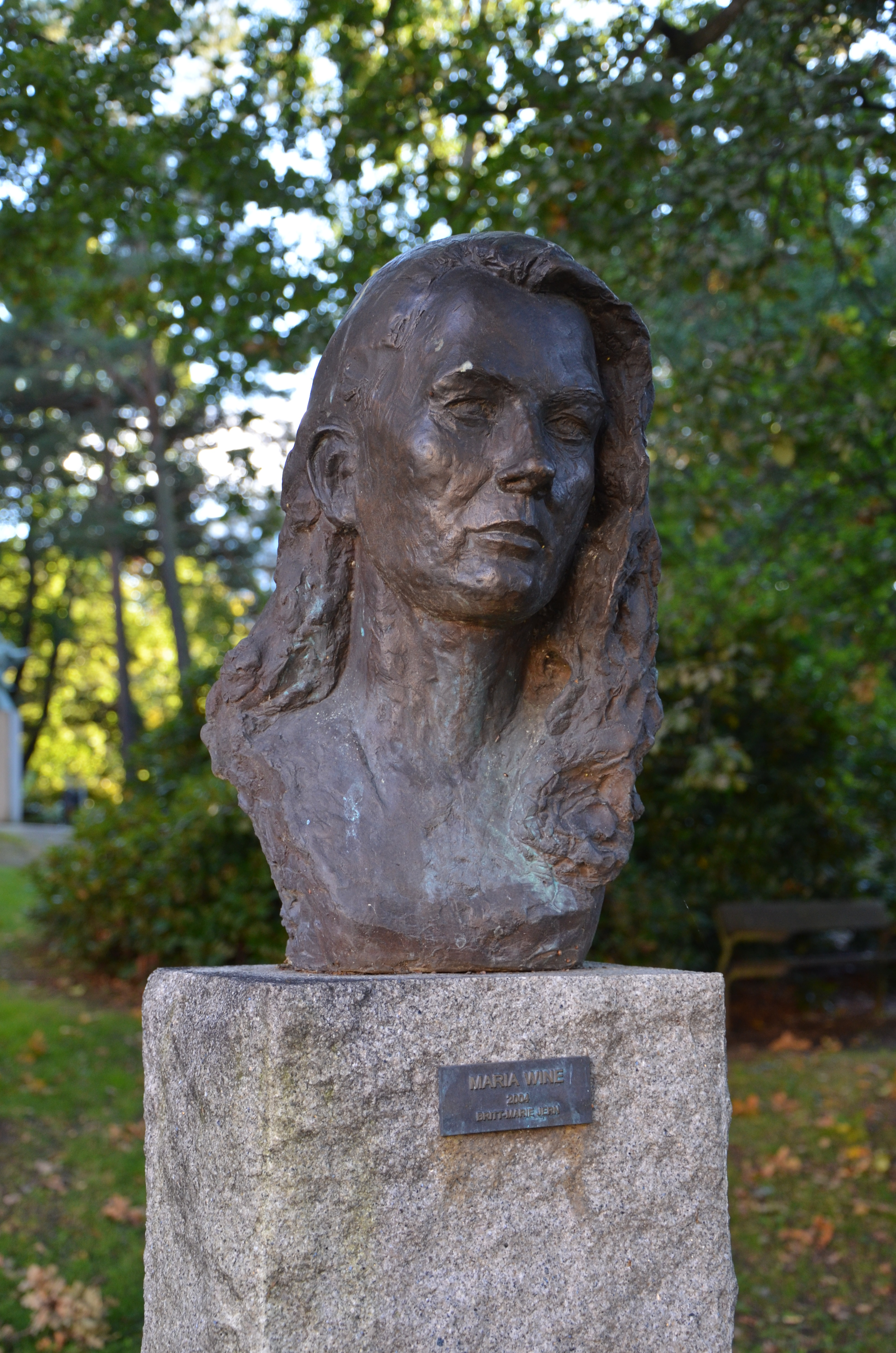
Britt-Marie Jerns byst över Maria Wine i Maria Wines park i Solna.

Maria Wine, egentligen Karla Marie Lundkvist, född Petersen den 8 juli 1912 i Köpenhamn, Danmark, död 22 april 2003 i Solna, Stockholms län, var en svensk författare och poet av danskt ursprung. 
Hon var från 1936 gift med författaren Artur Lundkvist. Maria Wines park i Råsunda är uppkallad efter henne.

## Bakgrund
Maria Wine, då Karla Petersen, föddes i Köpenhamn den 8 juli 1912. Som fyraåring lämnades hon av sin mor till ett barnhem där hon fick stryk och vantrivdes. Så småningom fick hon komma till ett fosterhem, men inte heller där kunde hon känna någon trygghet.
Vändpunkten kom i juni 1936 då hon som tjugofyraåring skulle åka på semester till Rørvig, och under tågresan träffade sin blivande make, den svenske författaren Artur Lundkvist. De började brevväxla och gifte sig senare samma år. Hon flyttade med honom hem till Sverige, där hon lärde känna den litterära världen. Uppmuntrad och inspirerad av sin man började hon skriva. Hon skrev på svenska och valde författarnamnet Maria Wine efter sitt andranamn och sin mors släktnamn.

## Wines diktning
Maria Wines tidiga upplevelser av utsatthet går igen i hennes författarskap. Hon skildrade de bittra barndomsupplevelserna i de självbiografiska prosaskisserna Man har skjutit ett lejon (1951) och Virveldans (1953). Hon debuterade 1942 med dikter i den litterära kalendern Horisont och utkom 1943 med sin första egna bok, den modernistiska diktsamlingen Vinden ur mörkret, följd av Naken som ljuset (1945) och Feberfötter (1948). Fram till sin död 2003 gav hon ut mer än trettio diktsamlingar och prosalyriska verk. Hennes sista diktsamling Gå på mossa publicerades 2001 i boken Dikter i urval 1942–2000.
Kärleken är ett genomgående tema i Wines diktning, den fria, erotiska, sensuella kärleken, hängivenheten, beroendet, men också komplikationerna. I de senare dikterna är makens sjukdom och död centrala teman. Den långa samvaron med Artur Lundkvist har hon skildrat i memoarboken Minnena vakar (1994).

## Priser och utmärkelser
- 1954 – Boklotteriets stipendiat
- 1970 – Litteraturfrämjandets stipendiat
- 1976 – Bellmanpriset
- 1985 – Ferlinpriset
- 1998 – Gustaf Fröding-sällskapets lyrikpris
- 2002 – Professors namn